# 軍靴の響き
軍靴の響き（Taquito militar / ぐんかのひびき）とは、マリアーノ・モーレス作曲のミロンガ。

## 概要
1952年発表の楽曲。
- ダンテ・ヒラルドーニ（Dante Gilardoni）の歌詞がついている。
- (ミロンガではなく、)タンゴとされることも多い。

### 録音
以下の各楽団のレコード録音が確認されている。
- マリアーノ・モーレス楽団
- アニバル・トロイロ楽団
- キンテート・レアル楽団